# نقوش صخرية بجبل العمور

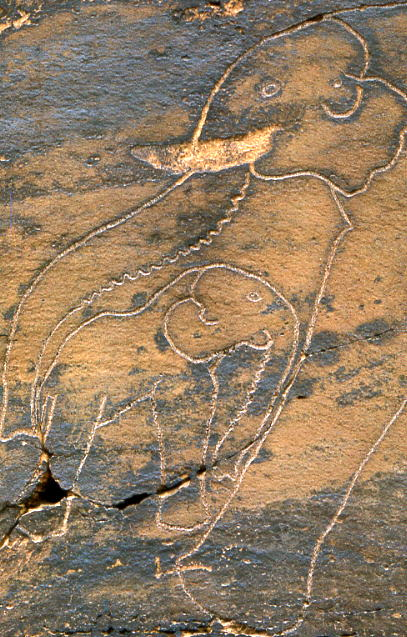
عين صفصافة: لوحة الفيل تحمي ابنها من النمر

ترجع النقوش الصخرية بجبل العمور إلى العصر الحجري الحديث ، وهي بسلسلة الأطلس الصحراوي تعتبر امتدادا لمثيلاتها بمناطق الفكيك وعين الصفراء والبيض من الناحية الغربية وأخرى بتيارت وبمناطق في الناحية الشرقية.

## تاريخ
لم تحظ النقوش الصخرية بجبل العمور بالأهمية التي حظيت بها رسومات الطاسيلي على سبيل المثال، لكنها كانت موضوع عديد الدراسات ابتداء من سنة 1863 وأهم تلك الأعمال تعود إلى المؤرخ الفرنسي ستيفان جسال (من 1901 إلى 1927م) وفلامان (من 1892 إلى 1921م) وعالم الآثار الألماني ليو فروبنيوس وهيجو أوبارمايي (1925م)، وإلى المؤرخ الفرنسي هنري بروي (من 1931 إلى 1957م) والعالم الفرنسي رايمون فوفراي (من 1935 إلى 1955م).
وفي 1955 و1964 أقام المؤرخ الفرنسي هنري لوت  لشهور في هذه المنطقة ما سمح له بإتمام الدراسات السابقة وإضافة أوصاف جديدة، كما قام بنشر ذلك سنة 1970 تحت عنوان: «النقوش الصخرية بالجنوب الوهراني» ضمن سلاسل «مذكرات مركز الأبحاث الأنتروبولوجية ماقبل التاريخية والإثنوغرافية» الذي يديره بالجزائر الكاتب مولود معمري. كما كانت هذه النقوش محل دراسات حديثة أبرزها كتاب «الأحجار المكتوبة بالأطلس الصحراوي» للمؤرخة الجزائرية مليكة رشيد.

## مواضع وأوصاف
مواضع النقوش الصخرية بجبل العمور تصل إلى 11 موضعا كلها ببلدية الغيشة، وهي:
1. كاف المكتوبة: ويقع تقريبا على بعد 180 كلم غرب الأغواط.
2. جبل تاقوت: على بعد 45 كلم جنوب غرب آفلو.
3. الواد المدسوس
4. كاف الراعي: على بعد 16 كلم شرق الغيشة.
5. عين صفصافة: وتعتبر أهم موضع في المنطقة، اكتشفت من قبل النقيب الفرنسي مومني سنة 1898م، يقع هذا الموضع على بعد 10 كلم غرب الغيشة بمترات قليلة على يسار الطريق المؤدية لآفلو.
6. الخطارة: وتسمى كذلك «عين الخطارة»، اكتشفت سنة 1897م.
7. الغيشة
8. الحمرة: لطالما نعتت منذ اكتشافها سنة 1897م بالمدينة القريبة من الغيشة، وهي في جرف رملي مقابل لواد الغيشة، وأكثر لوحاتها مشهورة.
9. الخروبة
10. الحرحارة
11. فجة الخيل.